# 함양 척화비
함양 척화비(咸陽 斥和碑)는 대한민국 경상남도 함양군 함양읍 운림리에 있는 척화비이다. 1997년 12월 31일 경상남도의 문화재자료 제264호로 지정되었다.

## 개요
척화비란 병인양요와 신미양요를 승리로 이끈 흥선대원군이 서양사람들을 배척하고 그들의 침략을 국민에게 경고하고자 서울 및 전국의 중요 도로변에 세우도록 한 비로, 이 비도 그 중의 하나이다.
아주 낮고 자그마한 받침돌 위로 비몸을 세우고, 반달 모양의 머릿돌을 올린 모습으로, 비몸 앞면에 비문을 새겨두었다.
고종 8년(1871) 전국에 동시에 세운 비로, 한·일합방이 되면서 일제에 의해 대부분의 척화비들은 철거되거나 훼손되었는데, 이 비는 본래의 모습으로 넘어져 있어 바로 세워 놓았다.

## 참고 자료
- 함양척화비 - 국가유산청 국가유산포털